# Thistle Football Club
El Thistle Football Club fue un club de fútbol de Escocia, con sede en Glasgow. Fue fundado en 1875 y desapareció en 1894.

## Historia
El club fue fundado en 1875 y fue uno de los clubes fundadores de la Scottish Football Alliance (asociación rival y alternativa de la Scottish Football Association) en 1891.Participó en la Liga de esta alianza durante tres ediciones hasta que en 1893 fue invitado por la Scottish Football Association a formar parte de la nueva Segunda división escocesa.
El Thistle disputó una única temporada en esta competición. Acabó en décima (y última posición) de la Liga, sufriendo severas derrotas como el 13-1 que le endosó el Partick Thistle FC el 10 de marzo de 1894. 
Debido a ello, los restantes miembros de la Liga le descartaron, junto con el Northern Football Club, de cara a la temporada 1894-95. Fueron sustituidos por el Dundee Wanderers FC y el Airdrieonians. 
Poco después de quedar fuera de la competición el club desapareció completamente.

## Palmarés

### Torneos locales
- Lanarkshire Cup (1): 1880-81

- Datos: Q2187231